# Rhodophthitus rhodonaria
Rhodophthitus rhodonaria là một loài bướm đêm trong họ Geometridae.